# Tomislav Rogić
Tomislav Rogić (Zara, 22 marzo 1975) è un allenatore di calcio ed ex calciatore croato, di ruolo portiere, attuale preparatore dei portieri della Juventus.

## Carriera

### Allenatore
Il 7 gennaio 2014 diventa preparatore dei portieri dell'Hajduk Spalato succedendo Tonči Gabrić.
Il 20 febbraio dello stesso anno viene sostituito dall'incarico da Sandro Tomić.
Il 5 gennaio 2023 sotto la guida di Ivan Leko fa il suo ritorno nello staff tecnico dei Bili, succede il posto di preparatore dei portieri a Darko Franić.
Il 23 ottobre seguente, con l'esonero di Ivan Leko, viene sollevato da tale incarico.
Nella seconda parte della stagione 2023-2024 ricopre il ruolo di preparatore dei portieri alla Lazio nello staff di Igor Tudor e, il 26 marzo 2025, segue il tecnico croato alla Juventus, ricoprendo lo stesso ruolo.